# Stiftung Weidli Stans
Die Stiftung Weidli Stans ist eine gemeinnützige Stiftung in Stans, Kanton Nidwalden. Die Aufgabe der Stiftung ist die Begleitung, Förderung und Inklusion von erwachsenen Menschen mit Beeinträchtigung.

## Geschichte
Im Kanton Nidwalden wurde die Fürsorge von Menschen mit Behinderung erst vergleichsweise spät ausserfamiliär organisiert. 1927 wurde der Wohltätigkeitsverein Nidwalden gegründet, er blieb bis 1994 aktiv. Im Jahr 1964 eröffnete der Kanton die Heilpädagogische Werkstätte, vier Jahre später wurde die Stiftung Behinderten-Wohnheim von Privaten ins Leben gerufen. Im Jahr 2000 wurden aufgrund einer politischen Initiative die Heilpädagogische Werkstätte und die Stiftung Behinderten-Wohnheim vereint zur neuen Stiftung Behinderten-Betriebe Nidwalden. Als erste Stiftung überhaupt im Kanton Nidwalden wurden ein Jahr später die Behinderten-Betriebe Nidwalden mit einem offiziellen Leistungsauftrag des Kantons ausgestattet. Nach einer Neuausrichtung wurde 2009 auch die Stiftung zu ihrem heutigen Namen umbenannt.

## Organisation
Die Stiftung stellt Personen mit geistiger oder mehrfacher Beeinträchtigung bedarfsgerechte Wohn-, Arbeits- und Betreuungsangebote zur Verfügung. Die Stiftung betreut rund 100 bis 120 Menschen, wovon etwa zwei Drittel auch ein Wohnangebot in Anspruch nehmen. Der Stiftungsrat besteht aus fünf bis sieben Mitgliedern, Geschäftsführer ist seit 2013 Markus Knupp.

### Wohnen
Die Stiftung verfügt über ein Wohnhaus, externe Wohnungen sowie über ein Angebot für ambulante Begleitung. In den Wohngemeinschaften und Studios leben 1–6 Bewohner unterschiedlichen Alters. Das Wohnhaus verfügt über 36 Wohnplätze, aufgeteilt auf 11 Wohnungen im stiftungseigenen Wohnhaus und in einer separaten Wohnung. Das externe Wohnen umfasst mehrere Wohnungen in Stans und umliegenden Gemeinden.

### Tagesstätte
Die Tagesstätte der Stiftung bietet Menschen mit einer kognitiven oder mehrfachen Beeinträchtigung einen strukturierten Tagesablauf. Dies soll Menschen mit schweren Entwicklungsbeeinträchtigungen Halt und Sicherheit im Alltag geben.

### Arbeiten (geschützte Arbeitsplätze)
In einer stiftungseigenen Werkstätte, einem Café oder einer Wäscherei finden rund 80 Menschen mit einer anerkannten Invalidität und/oder einer Beeinträchtigung eine sinnstiftende Arbeit. Unter agogischer Begleitung werden diverse Dienstleistungen und Kundenaufträge ausgeführt.